# Scicli

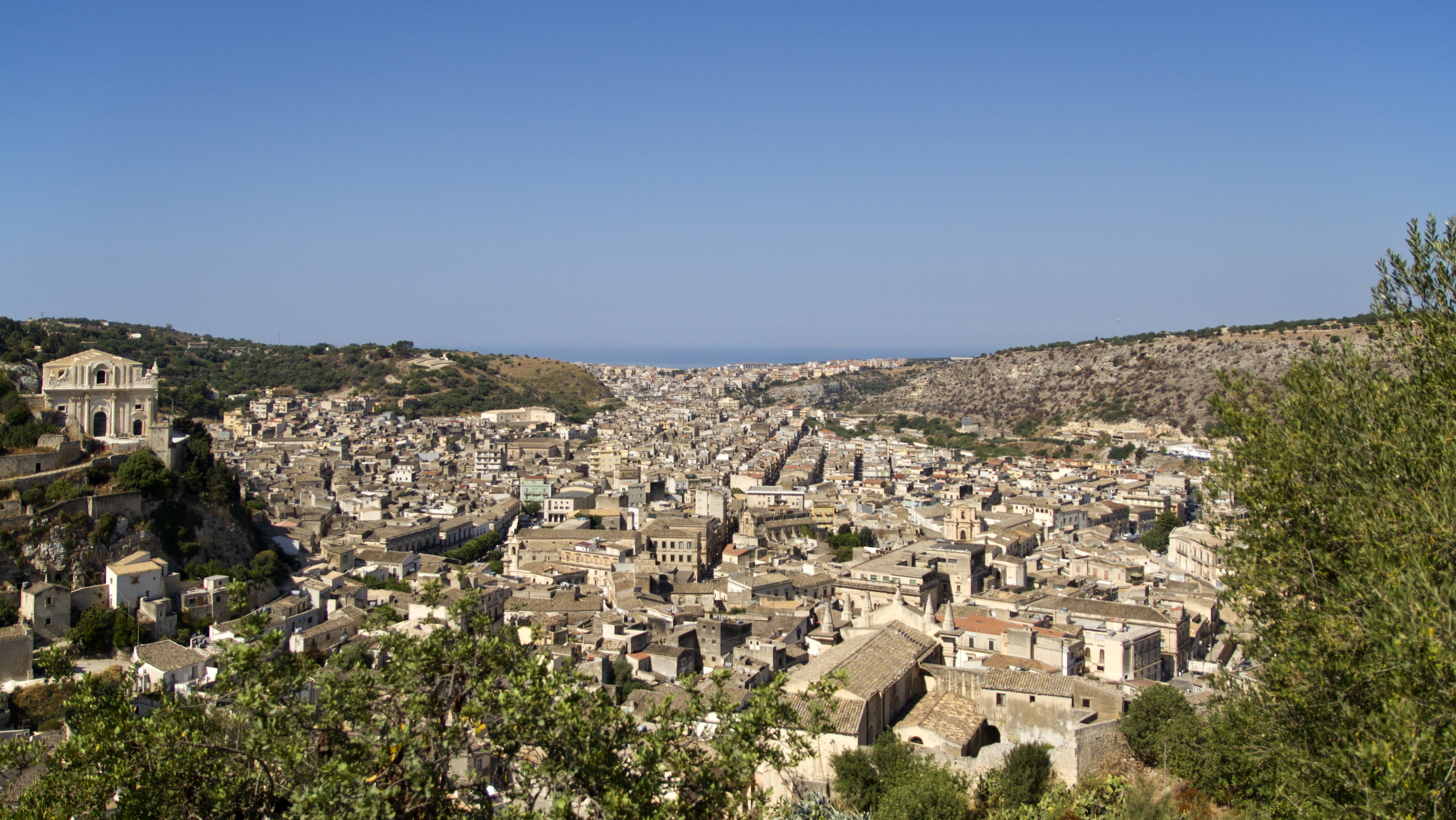
Panorama

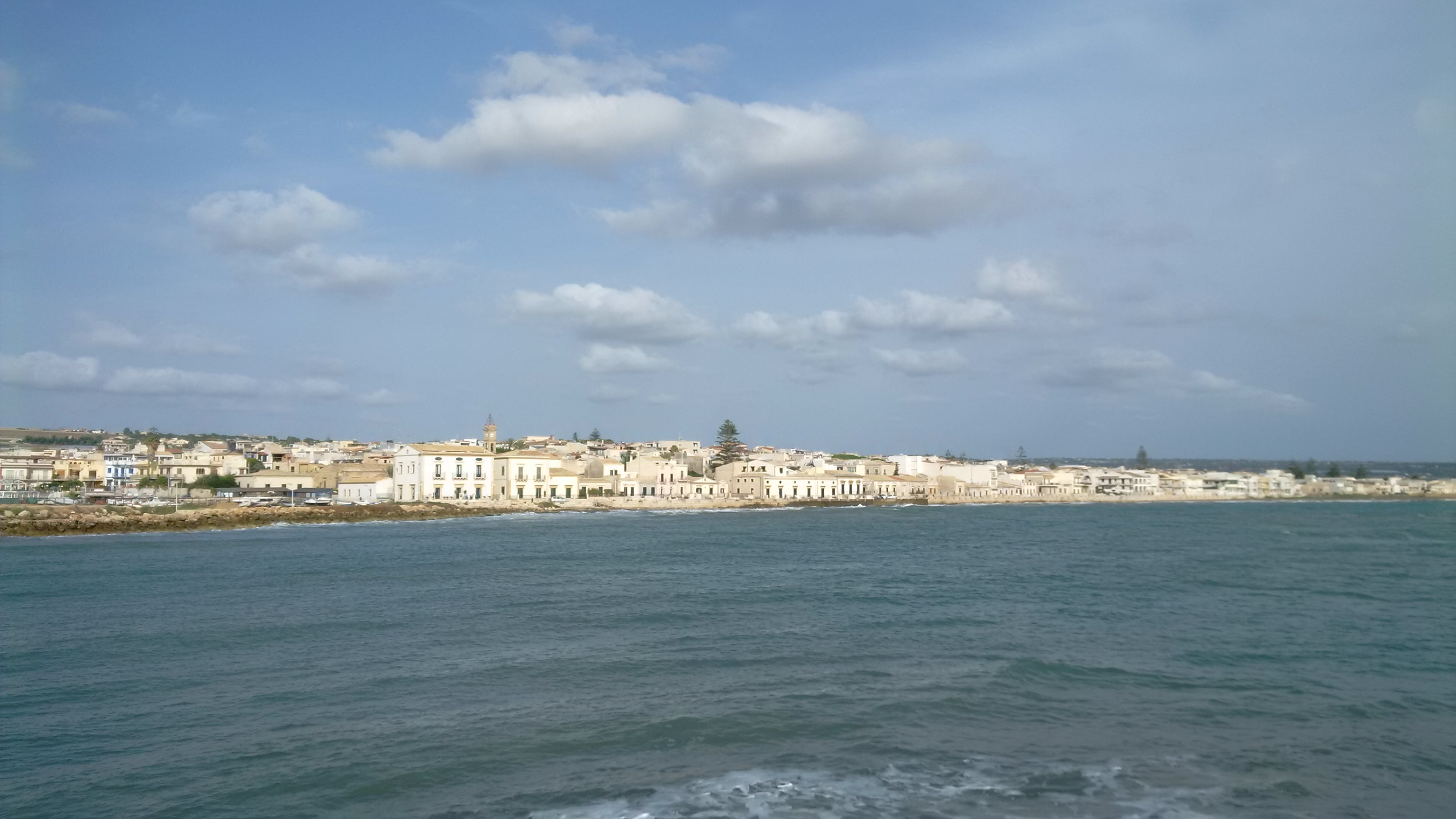
Sciclis Ortsteil Donnalucata

Scicli [ˈʃiːkli] ist eine italienische Gemeinde im Freien Gemeindekonsortium Ragusa in der Autonomen Region Sizilien mit 26.813 Einwohnern (Stand 31. Dezember 2023). Scicli ist eine der spätbarocken Städte des Val di Noto, die von der UNESCO zum UNESCO-Welterbe erklärt wurden.

## Lage und Fakten
Die Stadt liegt auf einer Höhe von 106 m s.l.m. und 25 km südlich von Ragusa. Die Ortsteile sind Donnalucata, Scicli, Sampieri und Cava d’Aliga. Die Nachbargemeinden sind Modica und Ragusa.

## Geschichte
Der Ort wurde von den Sikelern gegründet. Im Mittelalter gelangte er, unter arabische Herrschaft, bis er sich unter den Normannen zur königlichen Stadt entwickelte. Unter Friedrich II. war die Stadt im Besitz der Grafen von Modica. Die Stadt wie das gesamte Val di Noto wurde beim Erdbeben auf Sizilien 1693 zerstört. Danach wurde sie im Stil des sizilianischen Barocks wieder aufgebaut.

## Wirtschaft
Der wichtigste Wirtschaftszweig ist die Landwirtschaft. Es werden in großem Umfang Obst und Gemüse, auch in Treibhäusern, angebaut. In Scicli gibt es auch chemische Industriebetriebe, die Kunststoffe und Insektenvertilgungsmittel produzieren.

## Sehenswürdigkeiten
- Piazza Italia, der größte Platz der Stadt, mit der Domkirche San Ignazio
- Piazza Busacca (oder Piazza Carmine), mit einem Denkmal für Benedetto Civiletti und der Kirche Carmine
- Piazza Municipio, mit dem Rathaus und dem Musikpavillon
- Via Francesco Mormino Penna, die Barockstraße, unter Schutz der UNESCO
- Ehemalige Domkirche S. Matteo, das Wahrzeichen der Stadt
- Kirche Santa Maria La Nova mit klassizistischer Fassade
- Kirche San Bartolomeo, geweiht 1763
- Barocke Gebäude wie der Stadtpalast, der Palazzo Spadaro, der Palazzo Fava und der Palazzo Beneventano mit barocken Balkonen

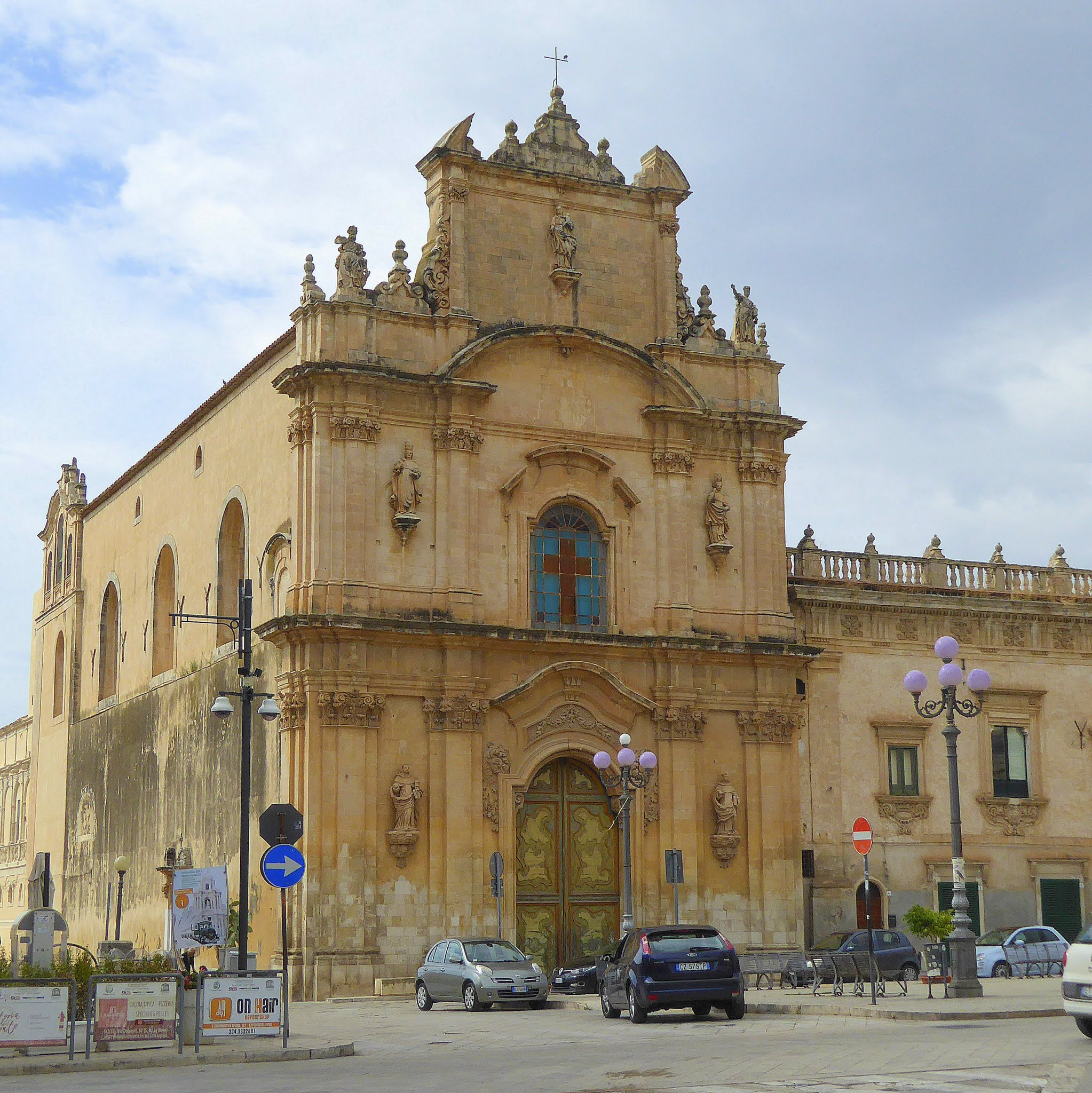
Kirche Madonna del Carmine
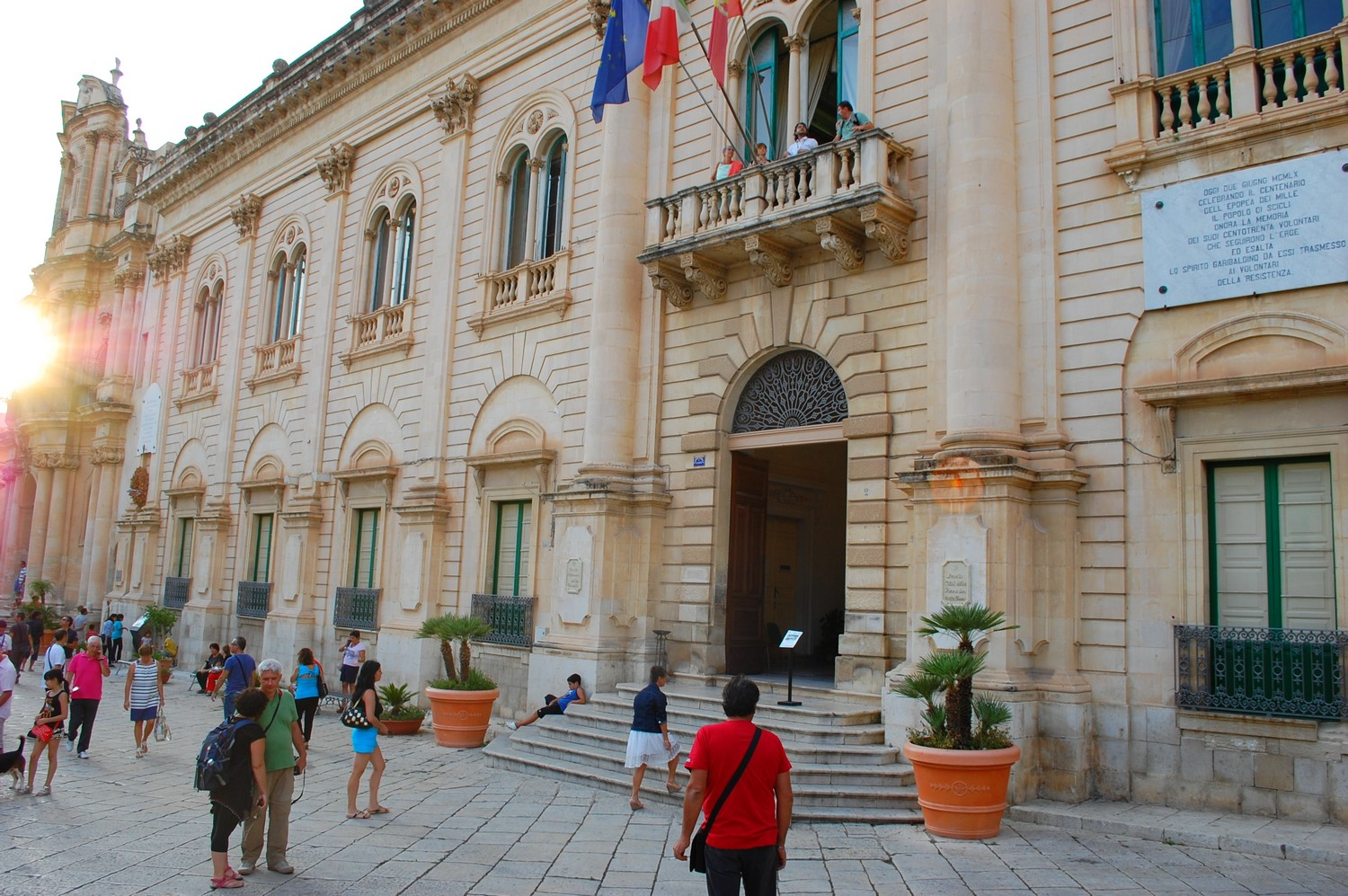
Rathaus und Kirche San Giovanni
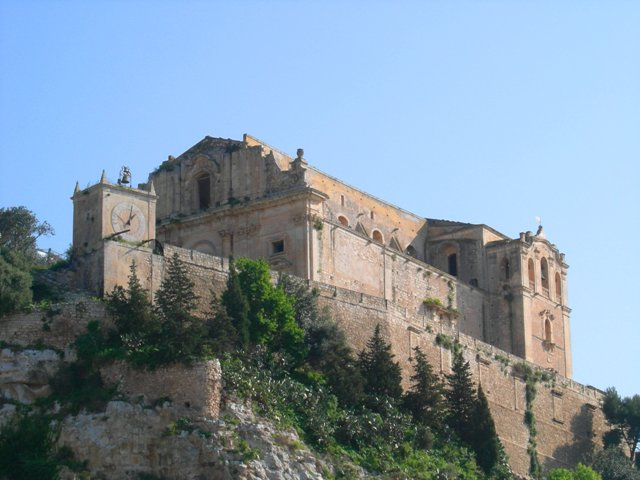
Ehemalige Kirche San Matteo
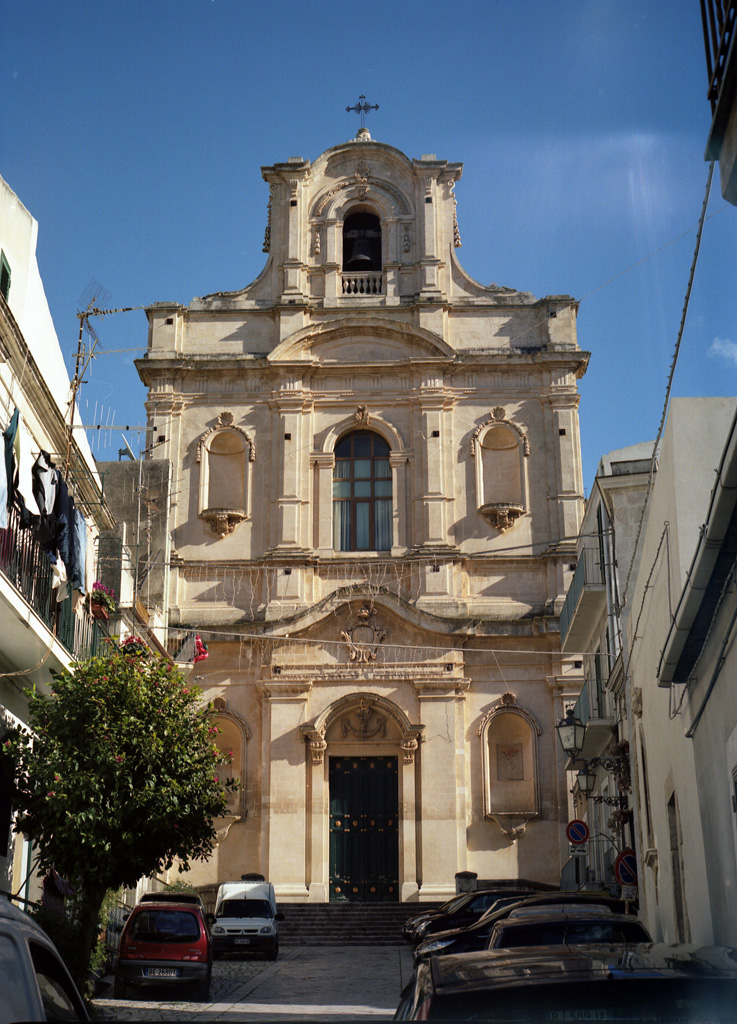
Kirche Santa Maria La Nova
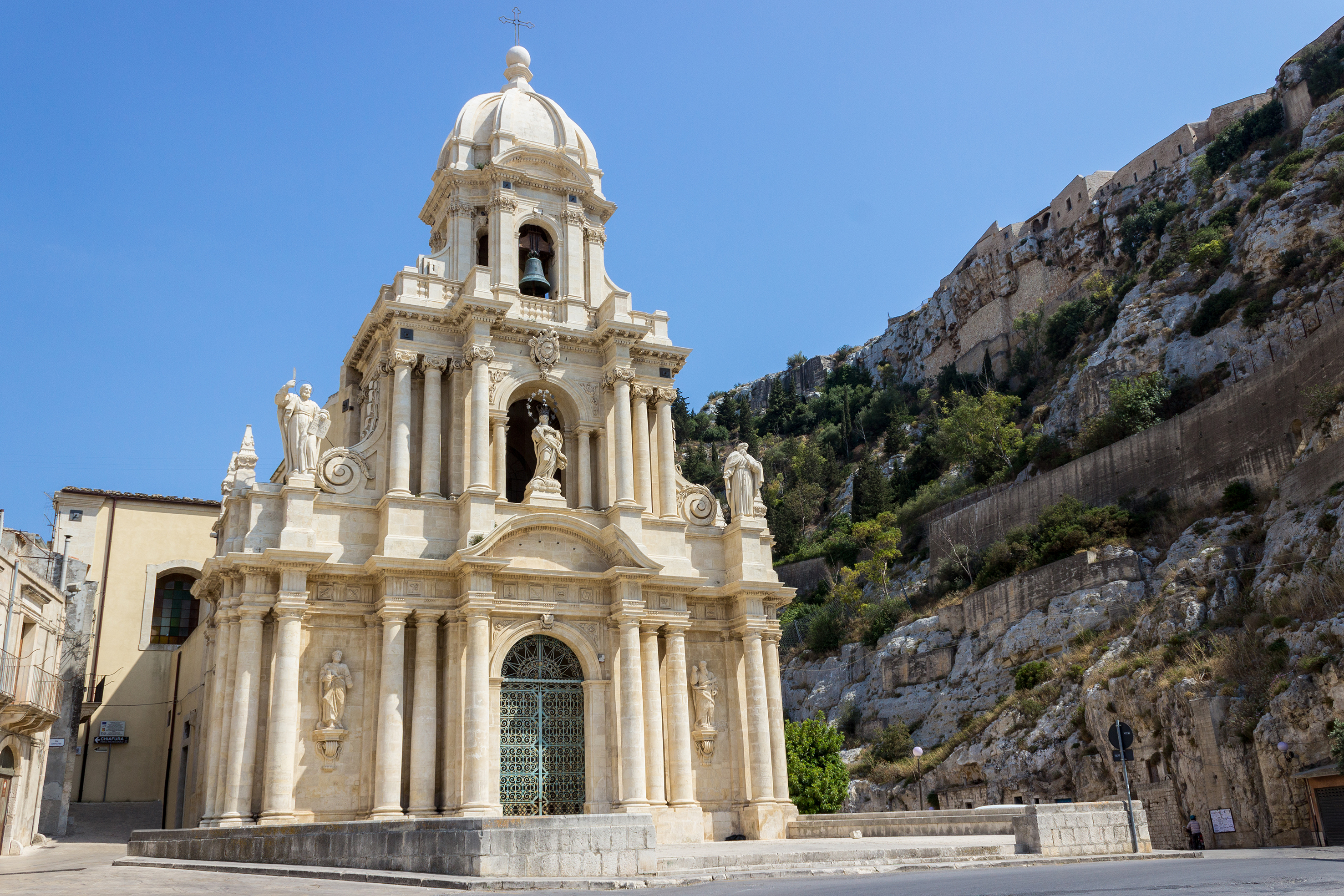
Kirche San Bartolomeo
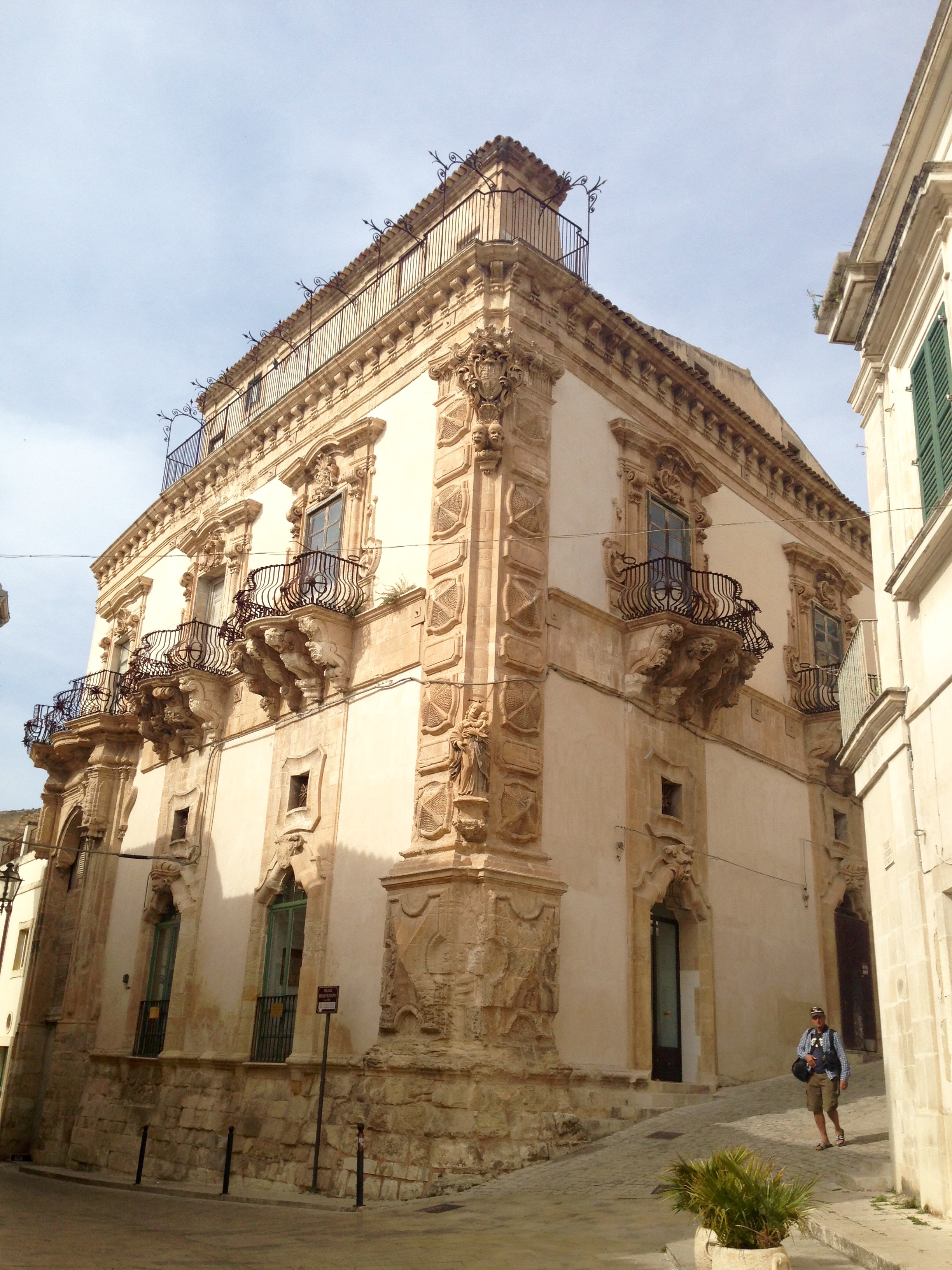
Palazzo Beneventano

## Persönlichkeiten
- Giovanni Tidona (* 1982), Philosoph und Hochschullehrer

## Veranstaltungen
- Im März findet der „Ritt des San Giuseppe“, ein Fackelzug, statt.
- Im Mai wird das „Fest der Madonna delle Milizie“ veranstaltet, ein Kostümfest zu Ehren der Madonna delle Milizie, das an die Schlacht der Sarazenen und der Normannen erinnert.

## Trivia
Das in den ersten Jahren des 20. Jahrhunderts im Stil der Neorenaissance erbaute Rathaus (Palazzo di Città, auch Municipio genannt) an der Piazza Municipio dient in den Verfilmungen der Montalbano-Kriminalromane von Andrea Camilleri als Dienststelle des Commissario Montalbano.